# Colletotrichum gnaphalii
Colletotrichum gnaphalii är en svampart som beskrevs av Syd. 1939. Colletotrichum gnaphalii ingår i släktet Colletotrichum och familjen Glomerellaceae.   Inga underarter finns listade i Catalogue of Life.